# Lijst van afleveringen van Lizzie McGuire
Dit is een lijst met afleveringen van de Amerikaanse televisieserie Lizzie McGuire. De serie telt 2 seizoenen. Een overzicht van alle afleveringen is hieronder te vinden.

## Seizoen 1
| Nr. | Titel aflevering                 | Uitzenddatum VS   |
| --- | -------------------------------- | ----------------- |
| 1   | Rumors                           | 12 januari 2001   |
| 2   | Picture Day                      | 19 januari 2001   |
| 3   | When Moms Attack                 | 26 januari 2001   |
| 4   | Pool Party                       | 2 februari 2001   |
| 5   | I've Got Rhythmic                | 9 februari 2001   |
| 6   | Jack of All Trades               | 23 februari 2001  |
| 7   | Aaron Carter's Coming to Town    | 23 maart 2001     |
| 8   | Misadventures in Babysitting     | 6 april 2001      |
| 9   | Election                         | 20 april 2001     |
| 10  | I Do, I Don't                    | 27 april 2001     |
| 11  | Bad Girl McGuire                 | 4 mei 2001        |
| 12  | Between a Rock and a Bra Place   | 11 mei 2001       |
| 13  | Come Fly with Me                 | 1 juni 2001       |
| 14  | Random Acts of Miranda           | 8 juni 2001       |
| 15  | Lizzie's Nightmares              | 22 juni 2001      |
| 16  | Obsession                        | 29 juni 2001      |
| 17  | Sibling Bonds                    | 3 augustus 2001   |
| 18  | Rated Aargh                      | 10 augustus 2001  |
| 19  | Gordo and the Girl               | 17 augustus 2001  |
| 20  | Educating Ethan                  | 18 juli 2001      |
| 21  | Lizzie Strikes Out               | 31 augustus 2001  |
| 22  | The Untitled Stan Jansen Project | 21 september 2001 |
| 23  | Last Year's Model                | 28 september 2001 |
| 24  | Night of the Day of the Dead     | 5 oktober 2001    |
| 25  | Facts of Life                    | 12 oktober 2001   |
| 26  | Scarlett Larry                   | 9 november 2001   |
| 27  | Gordo and the Dwarves            | 16 november 2001  |
| 28  | Lizzie and Kate's Big Adventure  | 30 november 2001  |
| 29  | The Courtship of Miranda Sanchez | 7 december 2001   |
| 30  | Gordo's Video                    | 1 januari 2002    |
| 31  | Gordo's Bar Mitzvah              | 18 januari 2002   |

## Seizoen 2
| Nr. | Titel aflevering                  | Uitzenddatum VS   |
| --- | --------------------------------- | ----------------- |
| 1   | First Kiss                        | 8 februari 2002   |
| 2   | El Oro de Montezuma               | 22 februari 2002  |
| 3   | Mom's Best Friend                 | 8 maart 2002      |
| 4   | Rise and Fall of Kate             | 15 maart 2002     |
| 5   | Working Girl                      | 29 maart 2002     |
| 6   | And the Winner Is                 | 26 april 2002     |
| 7   | The Longest Yard                  | 17 mei 2002       |
| 8   | Just Friends                      | 14 juni 2002      |
| 9   | Those Freaky McGuires             | 28 juni 2002      |
| 10  | In Miranda Lizzie Does Not Trust  | 5 juli 2002       |
| 11  | Over the Hill                     | 13 juli 2002      |
| 12  | Best Dressed for Much Less        | 19 juli 2002      |
| 13  | You're a Good Man, Lizzie McGuire | 26 juli 2002      |
| 14  | Just Like Lizzie                  | 9 augustus 2002   |
| 15  | Lizzie in the Middle              | 23 augustus 2002  |
| 16  | Inner Beauty                      | 30 augustus 2002  |
| 17  | Movin' on Up                      | 13 september 2002 |
| 18  | Party Over Here                   | 20 september 2002 |
| 19  | She Said, He Said, She Said       | 22 november 2002  |
| 20  | Xtreme Xmas                       | 6 december 2002   |
| 21  | Lizzie's Eleven                   | 1 januari 2003    |
| 22  | Dear Lizzie                       | 24 januari 2003   |
| 23  | Clue-Less                         | 31 januari 2003   |
| 24  | Bye, Bye Hillridge Junior High    | 7 februari 2003   |
| 25  | Bunkies                           | 21 februari 2003  |
| 26  | A Gordo Story                     | 28 februari 2003  |
| 27  | Grubby Longjohn's Olde Tyme Revue | 14 maart 2003     |
| 28  | The Greatest Crush of All         | 21 maart 2003     |
| 29  | Grand Ole' Grandma                | 4 april 2003      |
| 30  | My Fair Larry                     | 16 mei 2003       |
| 31  | The Gordo Shuffle                 | 13 juni 2003      |
| 32  | My Dinner with Dig                | 15 augustus 2003  |
| 33  | Just One of the Guys              | 21 november 2003  |
| 34  | Magic Train                       | 14 februari 2004  |